# Pirenarium
Pirenarium fue un parque en miniatura y centro de ocio familiar dedicado al Pirineo aragonés (España) como contenido temático y en el que se recrean los espacios y lugares más destacados del mismo.
El parque fue inaugurado oficialmente el día 25 de julio de 2005 y se ubicó en la localidad de Sabiñánigo, en el norte de la provincia de Huesca, España, concretamente en el edificio del antiguo Cuartel de Gravelinas, en el barrio denominado "Puente Sardas". Desde 2013, el parque se encuentra cerrado y en estado de abandono.
La denominación oficial del parque temático era «Pirenarium, el Parque de los Pirineos».
El principal argumento de atracción del parque es la representación a escala de más de 120 espacios naturales y edificios emblemáticos del Pirineo aragonés en una maqueta de 100 metros de longitud, 20 de fondo y casi 7 metros.
Completan la oferta turística del parque diversos espacios ubicados en el mismo, entre otros:
- Cine temático.
- Exposición fotográfica "Aragón, un país de montañas".
- Zona exterior de juegos infantiles y recreativos.
- Taller de maquetas.
- Galería comercial de alimentación y artesanía tradicional.
- Restaurante.
- Albergue.

La sociedad que promueve el proyecto cuenta con la participación accionarial de instituciones públicas, entidades financieras y empresarios de diversos sectores.
El 11 de mayo de 2024, tras más de una década del cierre del parque, fue reabierto como el jardín de las maquetas de Pirenarium. En el se recuperaron un gran número de maquetas integradas dentro de una gran espacio verde para disfrute la ciudadanía y el visitante. 